# Polycentropus smithae
Polycentropus smithae är en nattsländeart som beskrevs av Donald G. Denning 1949. Polycentropus smithae ingår i släktet Polycentropus och familjen fångstnätnattsländor. Inga underarter finns listade i Catalogue of Life.